# Перемикання фаз
Перемикання фаз (рос. переключение фаз, англ. phase switch) — у комбінаторній хімії — стратегія виділення цільової сполуки, коли вона робиться такою, що за фізичними властивостями стає суттєво відмінною від реагентів, побічних продуктів або інших занечищень, і це дає змогу виділити її простими фізичними методами, наприклад, фільтрацією, екстракцією. Досягається
приєднанням спеціального тегу, наприклад, такого як високофлуорований компонент, або використанням реагента, який сприяє виділенню.